# Кошатина
Коша́тина — мясо кошек, используемое в кухне восточных народов в странах Юго-Восточной Азии и Китае. Кошачье мясо также употребляют в пищу в некоторых странах Африки и Латинской Америки.
Случаи употребления кошачьего мяса в европейских странах имели место даже в XX веке, особенно в период недостатка продовольствия. Доктор исторических наук Борис Ковалёв рассказывал, что испанцы из «Голубой дивизии» во время Второй мировой войны на оккупированном северо-западе СССР создали ферму, на которой разводили кошек для последующего употребления их мяса в пищу.
В Южной Америке прежде всего используется афроперуанцами. Методы приготовления кошачьего мяса демонстрируются каждый сентябрь во время фестиваля Святой Ифигении в городе Ла Кебрада. В некоторых культурах Камеруна существует специальная еда из кошачьего мяса, которая, по местным поверьям, приносит удачу.

## Религиозные запреты на употребление кошачьего мяса
Кошачье мясо, как и мясо любых наземных хищников, запрещено употреблять в пищу как еврейскими законами кашрута, так и пищевыми запретами в исламе.